# Berg (Bütgenbach)
Berg ist ein Dorf in Belgien und Ortsteil der Gemeinde Bütgenbach in der Deutschsprachigen Gemeinschaft. Berg liegt rund 1,5 Kilometer nordöstlich von Bütgenbach und hat 417 Einwohner (2021). Der Ort liegt auf einer Anhöhe unmittelbar nördlich des Bütgenbacher Sees.

## Geschichte
Erstmals erwähnt wurde Berg im Jahr 1531 unter dem Namen Uffemberg im sogenannten Feuerstättenverzeichnis.
1962 erhielt der Ortsteil Berg mit der St. Odilia Kapelle ein eigenes Gotteshaus.

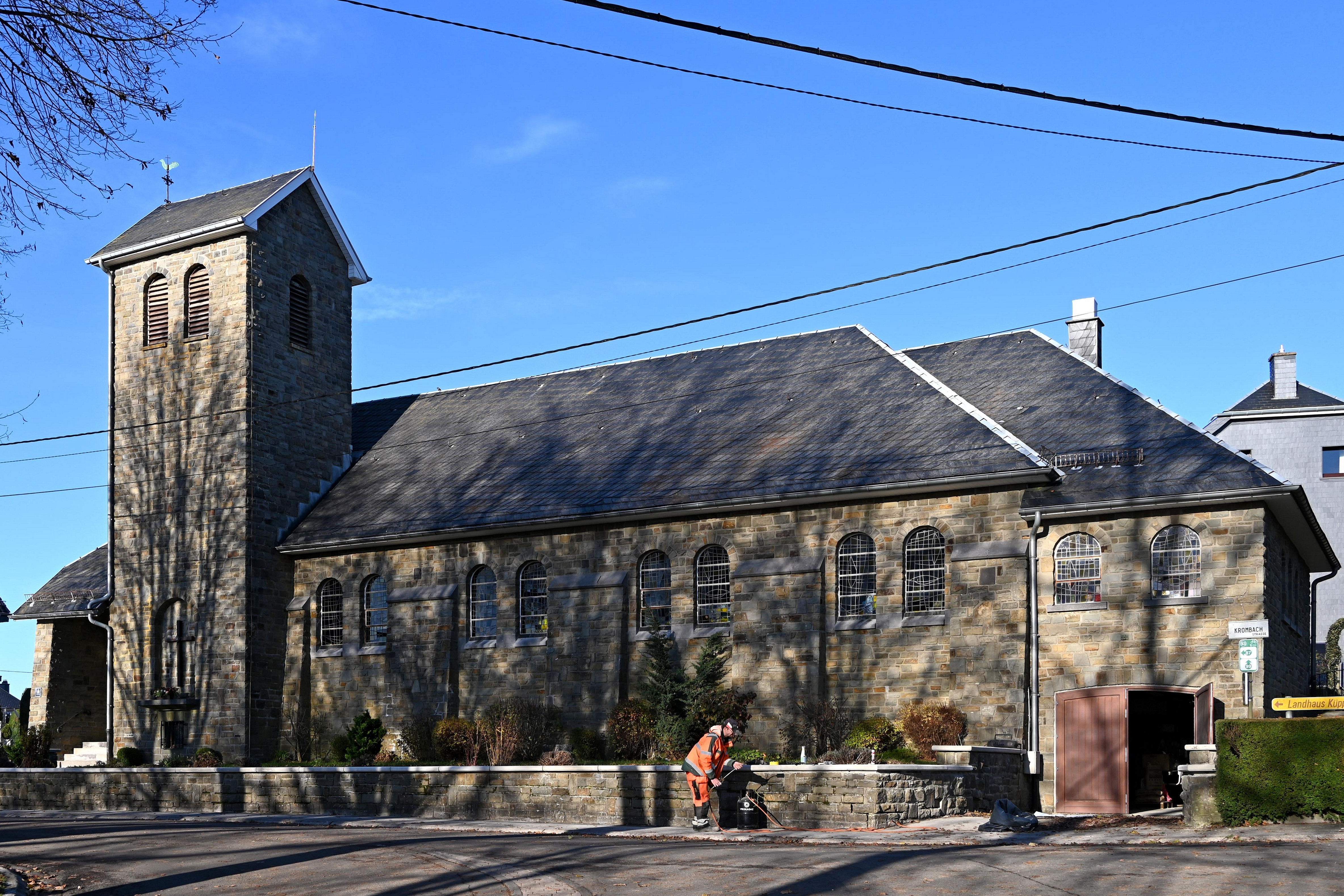
St. Odilia
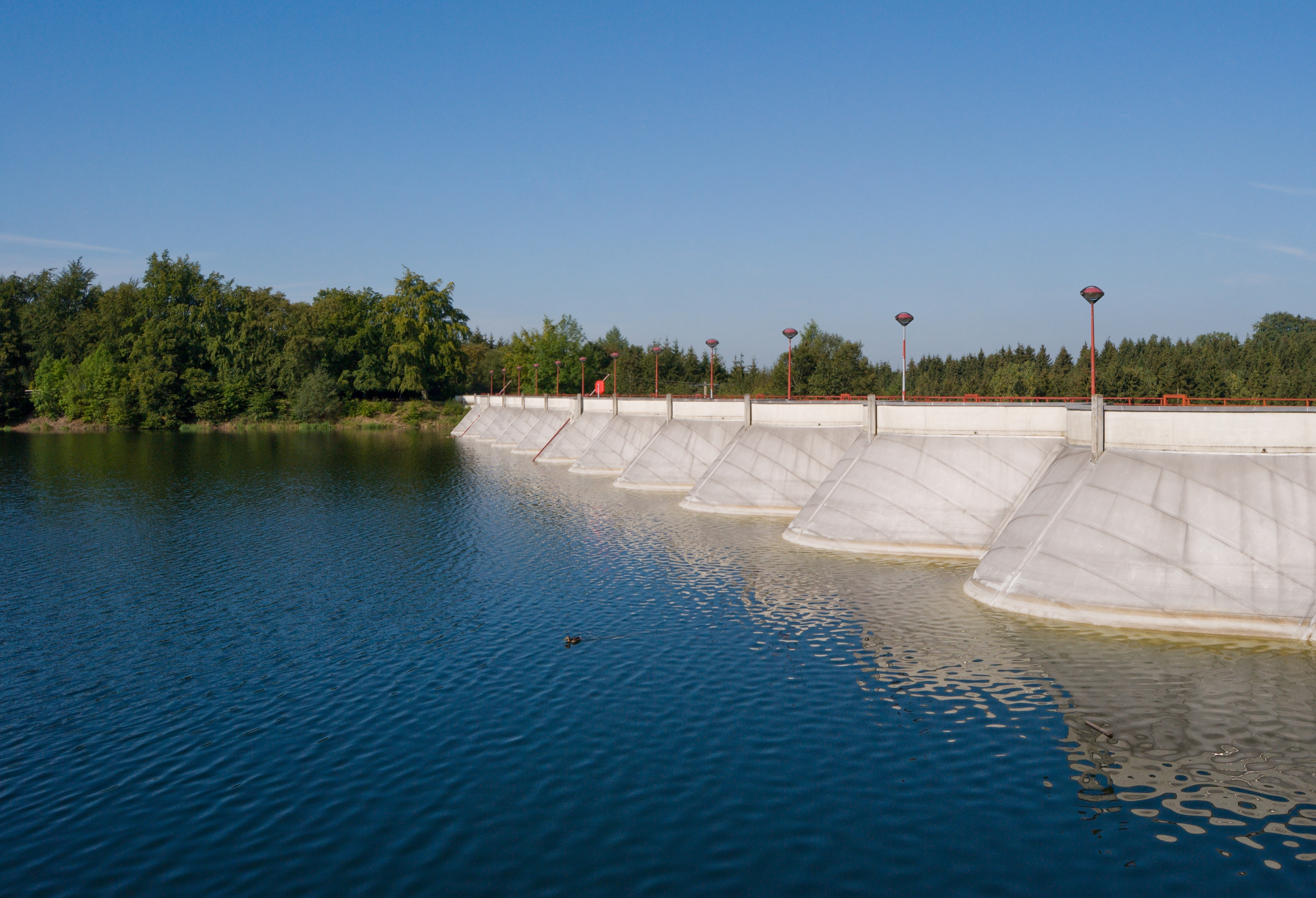
Blick von Berg auf die Staumauer des Bütgenbacher Sees